# Théodore Robitaille

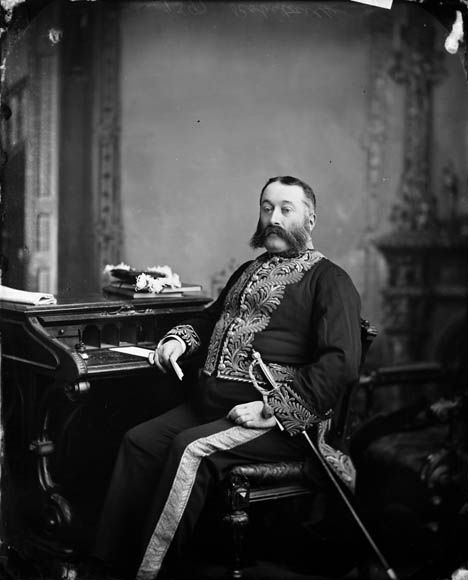
Théodore Robitaille

Théodore Robitaille, PC (* 29. Januar 1834 in Varennes, Niederkanada; † 17. August 1897 in New Carlisle, Québec) war ein kanadischer Politiker und Arzt. Von 1867 bis 1879 war er konservativer Abgeordneter des Unterhauses, danach amtierte er bis 1884 als Vizegouverneur der Provinz Québec. Schließlich gehörte er von 1885 bis zu seinem Tod dem Senat an.

## Biografie
Robitaille erhielt seine Schulbildung am Seminar in Sainte-Thérèse. Anschließend absolvierte er ein Medizinstudium an der McGill University in Montreal. Seine Approbation erhielt er 1858, woraufhin er sich in der Kleinstadt New Carlisle niederließ und zusammen mit seinem Bruder Louis eine Praxis eröffnete. 1861 wurde er zum Abgeordneten des Wahlbezirks Bonaventure des Unterhauses der Provinz Kanada gewählt. Bei der Unterhauswahl 1867 war er im selben Wahlbezirk erfolgreich, ebenso bei der ersten Wahl zur Nationalversammlung von Québec im selben Jahr.
Von Januar bis November 1873 gehörte Robitaille dem Bundeskabinett von John Macdonald als Schatzmeister an. Zu Beginn des Jahres 1874 musste er seinen Sitz in der Nationalversammlung aufgeben, da Doppelmandate auf Provinz- und Bundesebene nicht mehr gestattet waren. Generalgouverneur Lord Argyll vereidigte ihn am 26. Juli 1879 als Vizegouverneur von Québec, als Nachfolger des entlassenen Luc Letellier de Saint-Just. Dieses repräsentative Amt übte er bis zum 6. November 1884 aus. Robitaille hatte in seiner Residenz oft Künstler und Schriftsteller zu Gast. Er bat Calixa Lavallée, eine Melodie zu Adolphe-Basile Routhiers Gedicht O Canada zu komponieren, der späteren Nationalhymne Kanadas.
Im Januar 1885 wurde Robitaille von Premierminister John Macdonald zum Senator ernannt. Als Präsident einer Eisenbahngesellschaft gelangte er zu Wohlstand, wurde jedoch in den Chaleur-Bucht-Skandal verwickelt. Die Gesellschaft hatte großzügige Subventionen erhalten, um eine Bahnstrecke auf der Gaspé-Halbinsel zu errichten, begann jedoch nie mit den Bauarbeiten und ging 1890 in Konkurs. Die Auswirkungen des Skandals führten 1891 zum Rücktritt des liberalen Premierministers Honoré Mercier. Robitaille selbst blieb bis zu seinem Tod Senator.